# Bågavattnet
Bågavattnet este o arie protejată (arie specială de conservare — SAC, sit de importanță comunitară — SCI) din Suedia întinsă pe o suprafață de 26,1 ha, integral pe uscat.

## Localizare
Centrul sitului Bågavattnet este situat la coordonatele 64°05′23″N 14°17′45″E / 64.0897°N 14.2958°E.

## Înființare
Situl Bågavattnet a fost declarat sit de importanță comunitară în mai 2000 pentru a proteja un număr necunoscut de specii din flora spontană și fauna sălbatică aflate în arealul zonei. Situl a fost protejat și ca arie specială de conservare în decembrie 2009.

## Biodiversitate
Situată în ecoregiunea alpină, aria protejată conține 3 habitate naturale: Pajiști uscate seminaturale și facies de acoperire cu tufișuri pe substraturi calcaroase (Festuco-Brometalia) (* situri importante pentru orhidee), Pășuni din zone de pădure fino-scandinave, Fânețe montane.
La baza desemnării sitului se află un număr nedeclarat de specii protejate.